# تضميم

مبدأ عمل التضميم، حيث يتم تضميم الإشارة من الخطوط البطيئة لعدة مرسلين ليتم تحويلها إلى إشارة واحدة يتم نقلها عبر خط نقل سريع. في الجهة المقابلة عند المستقبلين، يتم استقبال الإشارة واستخلاص الإشارات التي تحتويها

التضميم مصطلح يستعمل في الإلكترونيات والاتصالات يشير إلى ضم إشارات متعددة رقمية أو تماثلية في إشارة واحدة فعلى سبيل المثال يمكن نقل عدة مكالمات هاتفية على إشارة واحدة عبر ناقل مشترك في الوقت نفسه. في الحقيقة يجب إعادة فرز الإشارات مرة أخرى عبر عملية يطلق عليها Demultiplexing ولذا فإن التعبير مداولة يشير إلى كلا المعنيين أحياناً.